# Молякевич Дмитро Панасович
Молякевич Дмитро Панасович (28 червня 1926, с. Єлизаветпіль, Базалійський район, Волинська губернія[прояснити: ком.], Українська РСР — 12 листопада 2021, Київ, Україна) — український поет. Заслужений працівник культури УРСР.

## Біографія
Народився 28 червня 1926 року в с. Єлизаветпіль (нині — Хмельницька область).
Під час німецько-радянської війни неповнолітнього Дмитра вивезли до Німеччини на примусові роботи. Після закінчення війни повернувся до рідного села.
У 1947 році закінчив Базалійську середню школу, після чого вступив до Львівського університету на українське відділення філологічного факультету, яке закінчив у 1952 році.
Після закінчення університету працював у відділі літератури та мистецтва львівської обласної газети «Вільна Україна».
З 1961 року працював у київському журналі «Перець». Член Національної Спілки письменників України (1962).
Помер 12 листопада 2021 року в Києві.

## Творчість
Автор збірок ліричної поезії «Серце говорить» (1956), «Сучаснику мій» (1961; обидві — Львів); збірок гумористичних та сатиричних віршів «Ерудиція з молоком» (1964), «Закон є закон» (1967), «Бацила свинства» (1971), «Чолом вам!» (1974), «Про небесне та земне» (1976), «Загадка природи» (1980), «Любов навиворіт» (1983), «Критика знизу» (1990; за цю збірку отримав літературну премію імені Остапа Вишні у 1991 році); збірок прозових фейлетонів і памфлетів «За „райскою“ брамою» (1986; усі — Київ).
Окремі твори Молякевича перекладено естонською, болгарською, російською та молдовською мовами.
Автор тексту пісень до фільму «Ні пуху, ні пера!» (1974).

## Нагороди
- Грамота Президії Верховної Ради УРСР
- Заслужений працівник культури УРСР (1986)
- Медаль «За працю і звитягу» (30 березня 2007)[3][4]
- Літературна премія імені Остапа Вишні (1991)